# Hansonoperla hokolesqua
Hansonoperla hokolesqua är en bäcksländeart som beskrevs av Boris C. Kondratieff och Kirchner 1996. Hansonoperla hokolesqua ingår i släktet Hansonoperla och familjen jättebäcksländor. Inga underarter finns listade i Catalogue of Life.